# Barberaren i Sevilla (pjäs)
För operan av Rossini, se Barberaren i Sevilla.

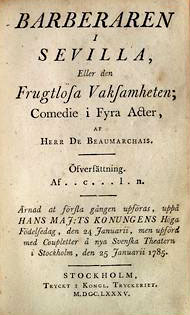
Titelbladet till 1785 års svenska utgåva av Beumarchais' pjäs.

Barberaren i Sevilla  (franska: Le Barbier de Séville) är en pjäs i fyra akter skriven av den franske dramatikern Pierre de Beaumarchais. Pjäsen skrevs ursprungligen som en komisk opera år 1772 med musik av Antoine-Laurent Baudron. Från början var det tänkt att pjäsen skulle sättas upp på Comédie-Italienne i Paris, men de ville inte ha den. Pjäsen som vi känner den i dag omarbetades 1773 till en traditionell Commedia dell'arte. 
På grund av juridiska och politiska problem så hade pjäsen inte premiär förrän den 23 februari 1775 på Comédie-Française i Paris. Pjäsen hade svensk premiär på Munkbroteatern i Stockholm 25 januari 1785. Barberaren i Sevilla blev en stor succé och fick två uppföljare, Figaros bröllop och La Mère coupable. 
Redan 1782 omarbetades pjäsen till en opera av Giovanni Paisiello. Senare har Alexander Reinagle och Samuel Arnold (år 1794), Nicolas Isouard (år 1796), samt Francesco Morlacchi (år 1816) skrivit operor av Barberaren i Sevilla, men dessa är i dag i stort sett bortglömda. De har nu helt överskuggats av Gioacchino Rossinis berömda  opera med samma namn.

## Handlingen i korthet
En spansk greve blir kär vid första ögonkastet i en flicka vid namn Rosina. För att ta reda på i fall hon är kär i honom på riktigt och inte bara är ute efter hans pengar förkläder han sig till den fattige studenten Lindor och försöker att bekanta sig med henne. Rosinas förmyndare doktor Bartolo har dock låst in henne i sitt hus, så att han själv ska kunna gifta sig med henne. Av en händelse träffar han sin förra tjänare Figaro som nu är barberare och därför har tillträde till doktor Bartolos hus. Figaro hjälper greven att (under olika förklädnader) träffa Rosina. Pjäsen slutar med att greven och Rosina gifter sig.

### Figaro
Figaro är även huvudfigur i komedierna Figaros bröllop (pjäs) (1778) och Den brottsliga modern (1792).

## Barberaren i Sevilla på svenska scener
Barberaren i Sevilla hade premiär i Sverige i på Munkbroteatern i Stockholm den 25 januari 1785.
Den blev en succé och gavs 76 gånger fram till 1799. Den sattes även upp 1796 på Dramaten. Rossinis operaversion hade premiär på Stockholmsoperan den 26 oktober 1825.

### Rollbesättning vid den svenska urpremiären
Alla roller är inte kända och vissa är bekräftade först vid senare uppföranden samma år.
- Greve Almaviva - Didrik Gabriel Björn
- Bartholo - Olof Ljunggren
- Basile - Johan Petter Lindskog
- Figaro - Kjell Waltman
- Rosina - Christina Rahm
- Betjänter - C. Bonn och Karl Björkman